# NSWRL 1930
Die NSWRL 1930 war die dreiundzwanzigste Saison der New South Wales Rugby League Premiership, der ersten australischen Rugby-League-Meisterschaft. Den ersten Platz nach Ende der regulären Saison belegten die Western Suburbs Magpies. Diese gewannen im Finale 27:2 gegen die St. George Dragons und gewannen damit zum ersten Mal die NSWRL.
Der Verein Glebe, der seit der Gründung 1908 in der NSWRL gespielt hatte, wurde vor Beginn der Saison vom New South Wales Rugby League General Committee mit 13:12 Stimmen aus der Liga gewählt. Zahlreiche Fans und lokale Politiker protestierten gegen diese Entscheidung, allerdings ohne Erfolg, so dass sich die Anzahl der NSWRL-Mannschaften auf acht reduzierte.

## Tabelle
|     | Team                    | Spiele | Siege | Unent. | Ndlg. | Spiel- punkte | Diff. | Tabellen- punkte |
| --- | ----------------------- | ------ | ----- | ------ | ----- | ------------- | ----- | ---------------- |
| 01. | Western Suburbs Magpies | 14     | 12    | 0      | 2     | 237:130       | + 107 | 24               |
| 02. | Eastern Suburbs         | 14     | 11    | 0      | 3     | 316:178       | + 138 | 22               |
| 03. | South Sydney Rabbitohs  | 14     | 9     | 0      | 5     | 234:174       | + 60  | 18               |
| 04. | St. George Dragons      | 14     | 6     | 2      | 6     | 161:151       | + 10  | 14               |
| 05. | Newtown Jets            | 14     | 6     | 1      | 7     | 194:176       | + 18  | 13               |
| 06. | Balmain Tigers          | 14     | 5     | 2      | 7     | 214:218       | - 4   | 12               |
| 07. | North Sydney Bears      | 14     | 2     | 1      | 11    | 164:289       | - 125 | 5                |
| 08. | Sydney University       | 14     | 2     | 0      | 12    | 117:321       | - 204 | 4                |

## Playoffs
Das Playoffsystem sah 1930 das bereits 1911 verwendete „Right of Challenge“ für das Finale vor. Dieses besagte, dass, sollte die niedriger platzierte Mannschaft gewinnen, die höher platzierte das Recht hatte, ein eine Woche später stattfindendes Wiederholungsspiel zu beantragen.

### Halbfinale
| 20. September | St. George Dragons | 11 : 10 | Eastern Suburbs | Earl Park, Sydney Zuschauer: 6.980 Schiedsrichter: Lal Deane |
| 20. September | (0:5) Bericht      |         |                 | Earl Park, Sydney Zuschauer: 6.980 Schiedsrichter: Lal Deane |

| 20. September | Western Suburbs Magpies | 9 : 5 | South Sydney Rabbitohs | Sydney Sports Ground, Sydney Zuschauer: 13.000 Schiedsrichter: Bill Fry |
| 20. September | (2:2) Bericht           |       |                        | Sydney Sports Ground, Sydney Zuschauer: 13.000 Schiedsrichter: Bill Fry |

### Final
| 27. September | St. George Dragons | 14 : 6 | Western Suburbs Magpies | Sydney Sports Ground, Sydney Zuschauer: 16.557 Schiedsrichter: Lal Deane |
| 27. September | (4:0) Bericht      |        |                         | Sydney Sports Ground, Sydney Zuschauer: 16.557 Schiedsrichter: Lal Deane |

### Grand Final
| 4. Oktober | Western Suburbs Magpies                                                                | 27 : 2        | St. George Dragons      | Sydney Sports Ground, Sydney Zuschauer: 12.178 Schiedsrichter: Lal Deane |
| 4. Oktober | Versuche: Brady (3), Cornwell, Craig, Morris, Rhodes Erhöhungen: Craig (2), Brogan (1) | (8:2) Bericht | Straftritte: Hyland (1) | Sydney Sports Ground, Sydney Zuschauer: 12.178 Schiedsrichter: Lal Deane |

| 1  | Frank McMillan   |
| 2  | Alan Brady       |
| 3  | Cliff Pearce     |
| 4  | Ken Sherwood     |
| 5  | Ray Morris       |
| 6  | Jack Rosa        |
| 7  | Jim Craig        |
| 8  | Frank Matterson  |
| 9  | Charlie Cornwell |
| 10 | Bill Carpenter   |
| 11 | Cecil Rhodes     |
| 12 | Bob Lindfield    |
| 13 | Bill Brogan      |

| 1  | Jim McCormack     |
| 2  | Eric Freestone    |
| 3  | Jack Lennox       |
| 4  | George Ward       |
| 5  | Bernie Martin     |
| 6  | Arnold Traynor    |
| 7  | A. Saddler        |
| 8  | Jim Flower        |
| 9  | Walter Greenlands |
| 10 | Charlie Hyland    |
| 11 | Arthur Justice    |
| 12 | Reg Schuman       |
| 13 | Percy Fairall     |